# Nesydrion pallidum
Nesydrion pallidum is een insect uit de familie van de Nymphidae, die tot de orde netvleugeligen (Neuroptera) behoort. 
Nesydrion pallidum is voor het eerst wetenschappelijk beschreven door Banks in 1913.